# Hala Kalatówki

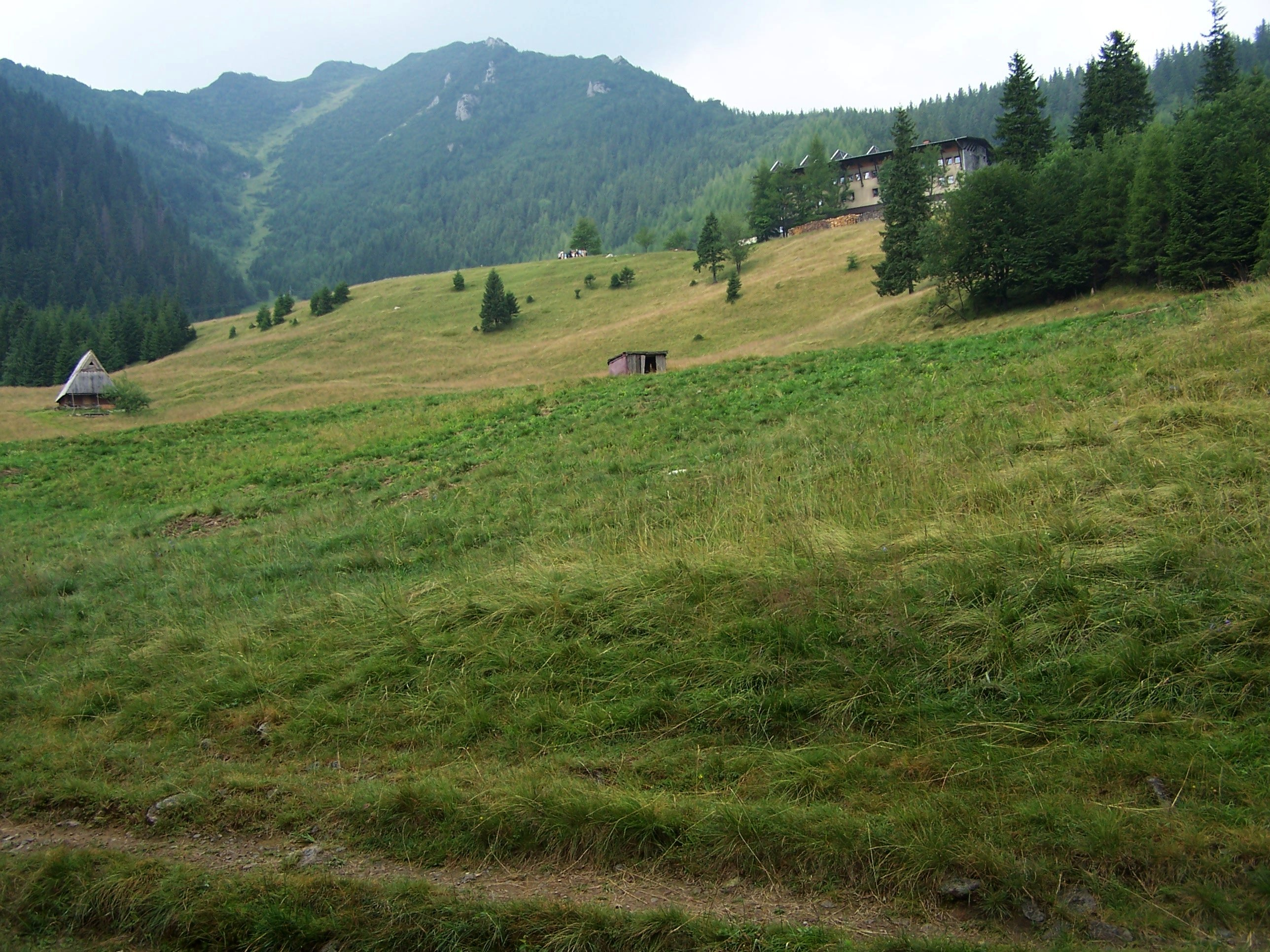
Kalatówki, w głębi Kalacka Kopa i Kalackie Koryto

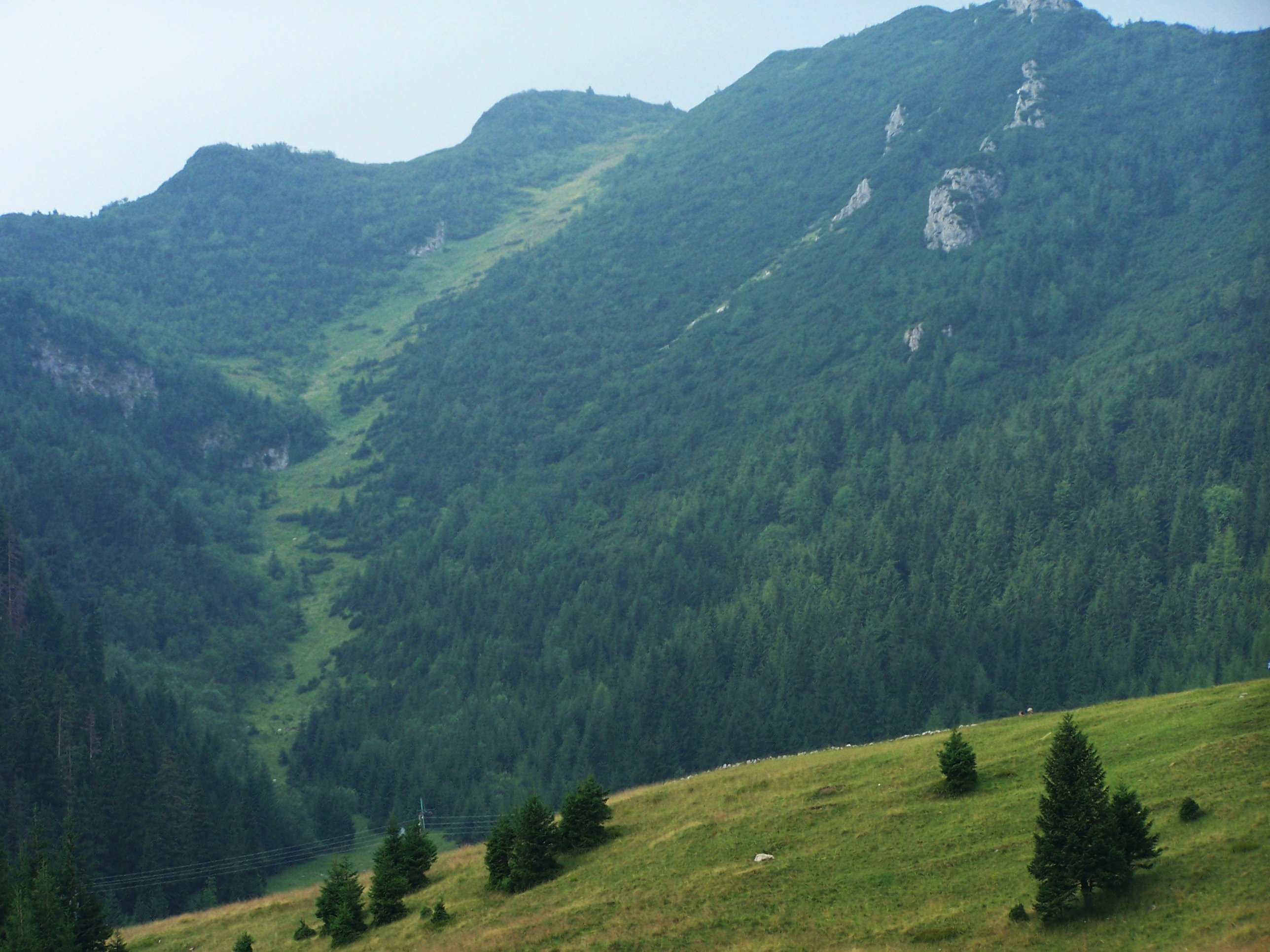
Niegdyś wypasane Kalackie Koryto

Hala Kalatówki – dawna hala pasterska w Tatrach. Jej nazwa pochodzi od dawnych właścicieli hali – sołtysów Kalatów z miejscowości Szaflary. Należała do niej polana Kalatówki oraz otaczające ją zbocza stromo podchodzące pod Wrótka i Krokiew. Polana Kalatówki była koszona, wypas odbywał się na jałowych obrzeżach polany i na haliznach bardzo stromych zboczy Kalackiego Koryta, częściowo (dawniej) zalesionych zboczach Kalackiej Turni, Kalackim Upłazie oraz w lasach i haliznach Krokwi, na wysokości 1100-1500 m n.p.m. Są to tereny o dużej wartości przyrodniczej; skałki wapienne porasta roślinność alpejska, a w lasach Krokwi gniazdują głuszce. Wkrótce po włączeniu tego obszaru do Tatrzańskiego Parku Narodowego wypas na tych terenach został zniesiony, nazwa hali jest już tylko historyczna. Kulturowy wypas owiec utrzymany został jeszcze na polanie Kalatówki.
Hala Kalatówki wraz z Halą Białe i Strążyską wchodziła w skład zbiorczej Hali Giewont. Ogólna powierzchnia tej zbiorczej hali w 1960 wynosiła 189,6 ha, w tym pastwiska stanowiły 16,9 ha, halizny 2,8 ha, las 48,6 ha, kosodrzewina 70,0 ha, nieużytki 51,3 ha. Ponadto dodatkowa powierzchnia serwitutów w lasach państwowych wynosiła 306,6 ha. Łączny wypas w przeliczeniu na owce wyniósł 316 sztuk.

## Szlaki turystyczne
Czasy przejścia podane na podstawie mapy.
 – przez tereny hali przebiega niebieski szlak turystyczny z Kuźnic na Giewont przez Dolinę Kondratową. Szlak rozdwaja się przy klasztorze Albertynek i łączy z powrotem w pobliżu Wywierzyska Bystrej. Zachodnia nitka przechodzi obok hotelu górskiego, wschodnia przebiega skrajem polany Kalatówki.
- Czas przejścia z Kuźnic do hotelu górskiego Kalatówki: 35 min, ↓ 25 min
- Czas przejścia z Kuźnic wschodnią odnogą szlaku do schroniska na Hali Kondratowej: 1:20 h, ↓ 1 h
- Czas przejścia z hotelu górskiego do schroniska na Hali Kondratowej: 50 min, ↓ 40 min

 – czarny szlak (Ścieżka nad Reglami) biegnący początkowo razem z niebieskim, odłączający się od niego na terenie Hali Kalatówki i biegnący w kierunku Doliny Białego i Sarniej Skały. Czas przejścia z Kalatówek na Czerwoną Przełęcz: 1:25 h, z powrotem 1:20 h